# سداحة (مذيخرة)

تعديل مصدري - تعديل

سداحة محلة تابعة لقرية الحدود، التابعة لعزلة خولان بمديرية مذيخرة إحدى مديريات محافظة إب في الجمهورية اليمنية.، بلغ تعداد سكانها 79 حسب تعداد اليمن لعام 2004.